# Godescalc-evangelistarium

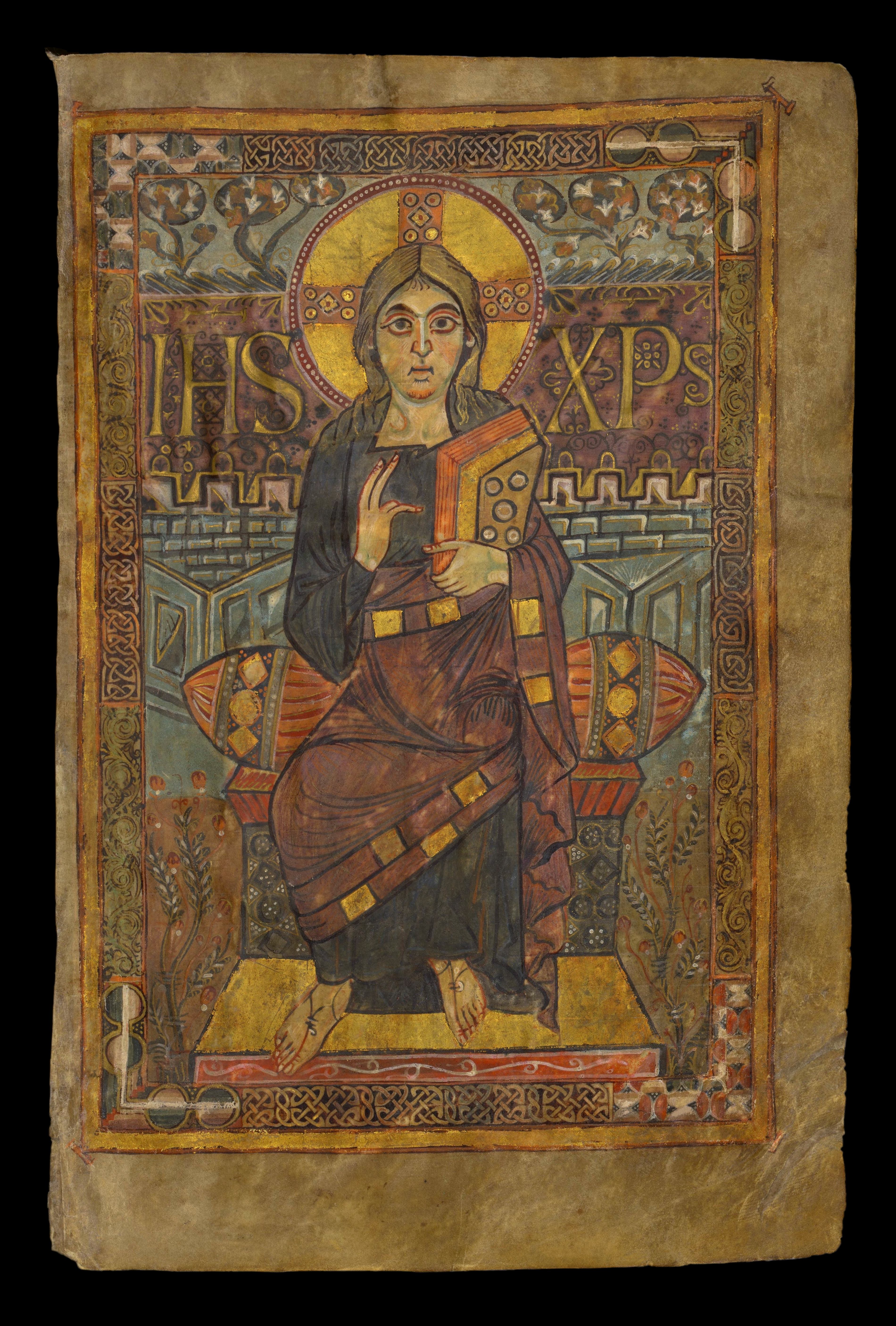
Christus in majesteit

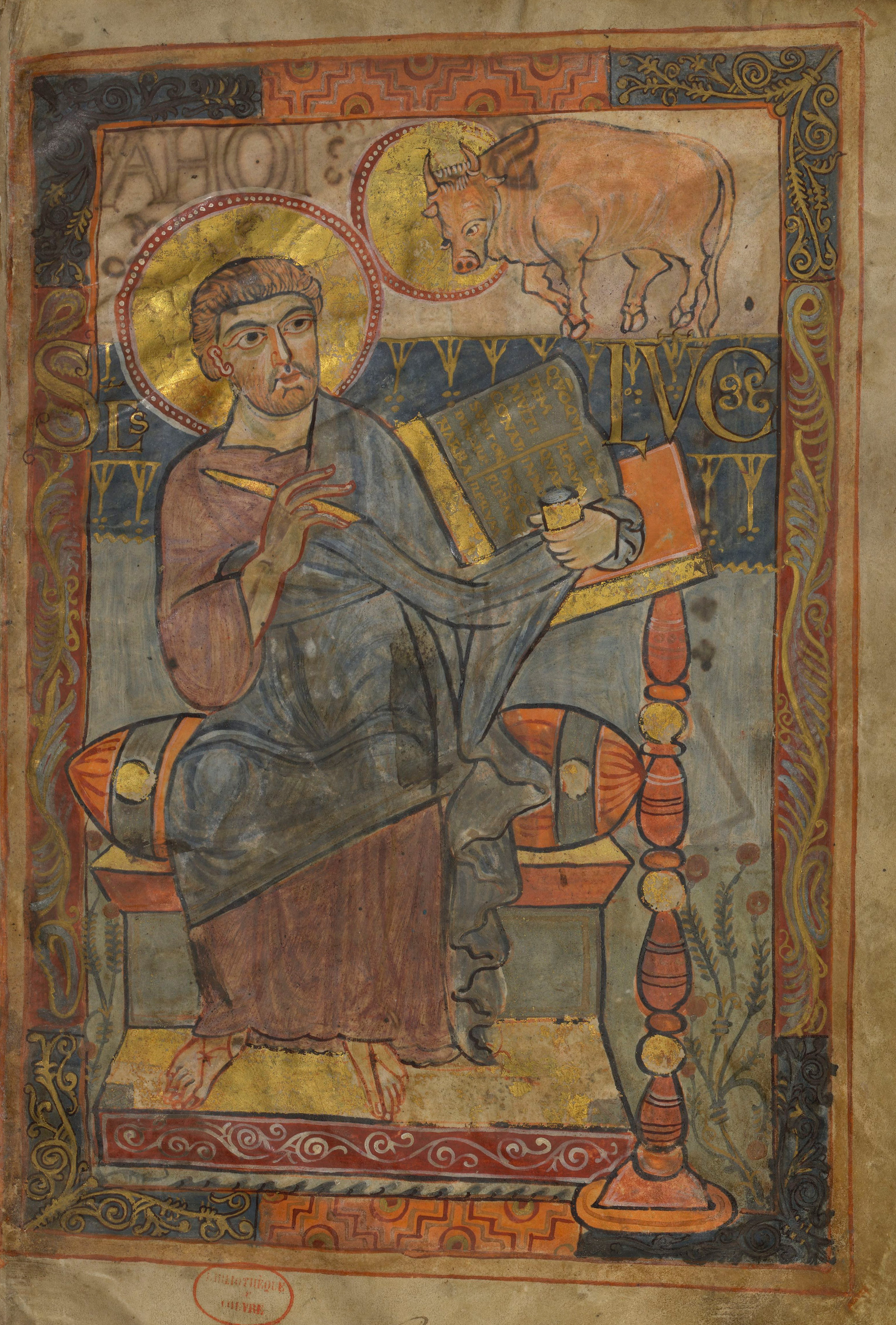
Miniatuur met de evangelist Lucas (fol. 1r) van het handschrift)

Het  Godescalc-evangelistarium is een verlucht handschrift gemaakt tussen 781 en 783 vermoedelijk in Aken in opdracht van Karel de Grote en zijn vrouw Hildegard. Het boek bevatte de evangelieteksten die gelezen worden tijdens de misvieringen doorheen het liturgische jaar en is dus een evangelistarium. Volgens het dedicatie gedicht van 48 verzen achteraan in het handschrift, werd het geschreven door Godescalc een Frankische scribent. Het gedicht noemt ook Karel en Hildegard als opdrachtgevers. Het zou gemaakt zijn om de reis van Karel de Grote naar Rome te gedenken. Tijdens die reis die begon in 781 werd zijn zoon Karloman door paus Hadrianus gedoopt in het baptisterium van Sint-Jan in Lateranen. De miniatuur van de “fontein des levens” op folium 3 verso zou zo goed als zeker verwijzen naar dit doopsel. Het werk is het oudste manuscript van de zogenoemde Ada-groep of Hofschool van Karel de Grote.

## Geschiedenis
Gedurende de regering van Karel de Grote bleef het handschrift in zijn bezit. Het handschrift werd waarschijnlijk door Lodewijk de Vrome aan de abdij van Saint-Sernin (Saturinus) te Toulouse geschonken, waar het werd bewaard doorheen de middeleeuwen, opgeborgen in een zilveren schrijn. Tijdens de Franse Revolutie werd het zilveren schrijn gestolen en het manuscript bij een stapel handschriften gegooid bestemd voor de verkoop. Dankzij M. de Puymaurin werd het gered, hij nam het manuscript mee naar Parijs en later werd het overgebracht naar de bibliotheek van Toulouse. In 1811 wordt het aangeboden aan Napoleon Bonaparte bij de geboorte van zijn enige wettelijke zoon Frans Karel Jozef uit zijn huwelijk met Marie Louise van Oostenrijk. Op die manier kwam het boek terecht in de verzameling van Napoleon, om via het Musée des Souverains uiteindelijk in 1872 in de BnF te Parijs terecht te komen als nouvelle acquisition latin 1203.

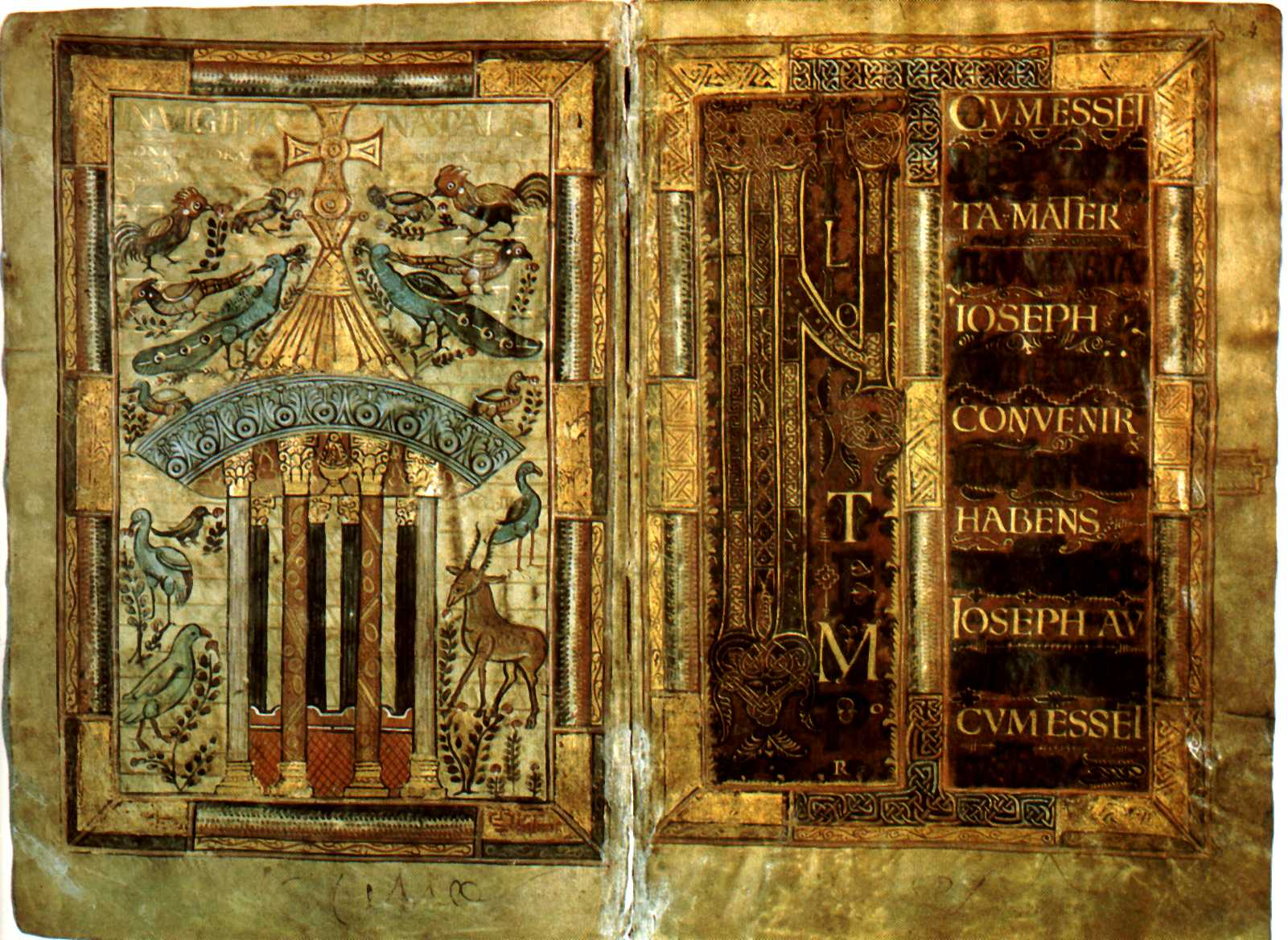
Godescalc-evangelistarium, “fontein des levens” en incipit bladzijde "In illo tempere"

## Beschrijving
Het handschrift bestaat uit 127 perkamenten folia van 310 x 210 mm die purper gekleurd werden voor er op geschreven of geschilderd werd. Het gebruik van purper was vanaf de tijd van Julius Caesar een teken van het oppergezag en later van de keizerlijke waardigheid.
De tekst werd geschreven met goud- en zilverinkt in unciaal schrift in twee kolommen. De titels zijn in capitalis rustica. Het “poëtische colofon” is geschreven in de toen nieuwe Karolingische minuskel.
De tekstpagina’s zijn allemaal omkadert met decoratieve randversiering geschilderd in het rood en het zilver. In het colofon wordt de betekenis van de kleuren toegelicht, het rood staat voor het bloed van Christus, het goud voor de hemelse maagdelijkheid en het zilver voor een leven in de huwelijkse staat. Het handschrift bevat zes volbladminiaturen: de vier evangelisten met name Mattheus, Marcus, Lucas en Johannes, een Majestas Domini en een afbeelding van de “fontein des levens”. Deze merkwaardige miniatuur stelt een baptisterium voor omringd door allerlei dieren die waarschijnlijk moeten verwijzen naar het aards paradijs en op die manier het doopsel voorstellen als de bron van het leven. Alle miniaturen zijn gegroepeerd vooraan in het handschrift. Naast de miniaturen zijn er nog verscheidene incipits die met grote bewerkte initialen zijn geschreven.
De folia 121v tot 124r bevatten een kalender en op de folia 124v tot 126r kan men een berekeningstabel voor het berekenen van de paasdatum voor de jaren 779 tot 816 terug vinden. Bij het jaar 781 wordt daar vermeld dat Karel naar de paus van Rome reisde om er zijn zoon te laten dopen.

## Invloed
Het Godescalc evangelistarium heeft ongetwijfeld een belangrijke invloed gehad op de boekproductie in de Karolingische tijd en lang daarna. Alle artiesten die deel uitmaakten van de Hofschool werkten in de stijl van het voorbeeld dat Godescalc creëerde. Bijvoorbeeld het thema van de “fontein des levens” is als een bijna exacte kopie terug te vinden in het Saint-Médard evangeliarium van Soissons (Parijs, BnF Latin 8850). Het Soissons evangeliarium staat dan op zijn beurt model voor de Codex aureus van St. Emmeram. Ook het evangeliarium van Saint-Riquier (Abbeville, Bibliothèque municipale Ms. 4) gaat waarschijnlijk terug op het Godescalc manuscript althans wat de evangelistenportretten betreft. Het Godescalc evangeliarium zette de toon voor veel van de werken die werden geproduceerd in het West-Frankische rijk maar ook in bekende centra als de abdijen van Freising, Sankt-Gallen, Fulda en Lorsch.